# 布雷亚德亚拉贡
布雷亚德亚拉贡，是西班牙阿拉贡自治区萨拉戈萨省的一个市镇。 总面积13平方公里，总人口1999人（2001年），人口密度154人/平方公里。